# Javain Brown
Javain Okemio Brown (Kingston, 9 marzo 1999) è un calciatore giamaicano, difensore del Real Salt Lake e della nazionale giamaicana.

## Carriera

### Club
Brown ha iniziato a giocare a calcio presso il Kingston College. In seguito ha militato in patria nell'Harbour View e nel Santos. Nel maggio 2018 si è unito ai South Florida Bulls, squadra che rappresenta l'Università della Florida Meridionale, con la quale ha iniziato a giocare dal 2019.
Il 22 marzo 2019 ha firmato un contratto con i Treasure Coast Tritons, formazione della USL League Two, in vista della stagione 2019.
Il 21 gennaio 2021 Brown è stato scelto come 23º assoluto nel SuperDraft MLS 2021 dai Vancouver Whitecaps. Il 17 febbraio 2021 ha firmato il contratto.

### Nazionale
Ha esordito con la nazionale giamaicana nel 2017.
Nell'ottobre del 2018 è stato convocato dalla nazionale giamaicana Under-20 per il campionato nordamericano di categoria.

## Statistiche

### Presenze e reti nei club
Statistiche aggiornate al 3 settembre 2021.
| Stagione        | Squadra                | Campionato      | Campionato | Campionato | Coppe nazionali | Coppe nazionali | Coppe nazionali | Coppe continentali | Coppe continentali | Coppe continentali | Altre coppe | Altre coppe | Altre coppe | Totale | Totale |
| Stagione        | Squadra                | Comp            | Pres       | Reti       | Comp            | Pres            | Reti            | Comp               | Pres               | Reti               | Comp        | Pres        | Reti        | Pres   | Reti   |
| --------------- | ---------------------- | --------------- | ---------- | ---------- | --------------- | --------------- | --------------- | ------------------ | ------------------ | ------------------ | ----------- | ----------- | ----------- | ------ | ------ |
| 2016-2017       | Harbour View           | PL              | 14         | 0          |                 | -               | -               |                    | -                  | -                  |             | -           | -           | 14     | 0      |
| 2017-2018       | Harbour View           | PL              | 13         | 1          |                 | -               | -               |                    | -                  | -                  |             | -           | -           | 13     | 1      |
| 2019            | Treasure Coast Tritons | USL2            | 5          | 0          |                 | -               | -               |                    | -                  | -                  |             | -           | -           | 5      | 0      |
| 2021            | Vancouver Whitecaps    | MLS             | 14         | 0          | CC              | 1               | 0               |                    | -                  | -                  |             | -           | -           | 15     | 0      |
| Totale carriera | Totale carriera        | Totale carriera | 46         | 1          |                 | 1               | 0               |                    | -                  | -                  |             | -           | -           | 47     | 1      |

### Cronologia presenze e reti in nazionale
| Cronologia completa delle presenze e delle reti in nazionale ― Giamaica | Cronologia completa delle presenze e delle reti in nazionale ― Giamaica | Cronologia completa delle presenze e delle reti in nazionale ― Giamaica | Cronologia completa delle presenze e delle reti in nazionale ― Giamaica | Cronologia completa delle presenze e delle reti in nazionale ― Giamaica | Cronologia completa delle presenze e delle reti in nazionale ― Giamaica | Cronologia completa delle presenze e delle reti in nazionale ― Giamaica | Cronologia completa delle presenze e delle reti in nazionale ― Giamaica |
| Data                                                                    | Città                                                                   | In casa                                                                 | Risultato                                                               | Ospiti                                                                  | Competizione                                                            | Reti                                                                    | Note                                                                    |
| ----------------------------------------------------------------------- | ----------------------------------------------------------------------- | ----------------------------------------------------------------------- | ----------------------------------------------------------------------- | ----------------------------------------------------------------------- | ----------------------------------------------------------------------- | ----------------------------------------------------------------------- | ----------------------------------------------------------------------- |
| 25-8-2017                                                               | Port of Spain                                                           | Trinidad e Tobago                                                       | 1 – 2                                                                   | Giamaica                                                                | Amichevole                                                              | -                                                                       |                                                                         |
| 25-3-2018                                                               | Kingston                                                                | Giamaica                                                                | 1 – 1                                                                   | Antigua e Barbuda                                                       | Amichevole                                                              | -                                                                       | 70’                                                                     |
| 26-4-2018                                                               | Basseterre                                                              | Saint Kitts e Nevis                                                     | 1 – 3                                                                   | Giamaica                                                                | Amichevole                                                              | -                                                                       |                                                                         |
| 29-4-2018                                                               | North Sound                                                             | Antigua e Barbuda                                                       | 0 – 2                                                                   | Giamaica                                                                | Amichevole                                                              | -                                                                       |                                                                         |
| 2-9-2021                                                                | Città del Messico                                                       | Messico                                                                 | 2 – 1                                                                   | Giamaica                                                                | Qual. Mondiali 2022                                                     | -                                                                       | 87’                                                                     |
| 7-10-2021                                                               | Austin                                                                  | Stati Uniti                                                             | 2 – 0                                                                   | Giamaica                                                                | Qual. Mondiali 2022                                                     | -                                                                       | 84’                                                                     |
| 13-10-2021                                                              | San Pedro Sula                                                          | Honduras                                                                | 0 – 2                                                                   | Giamaica                                                                | Qual. Mondiali 2022                                                     | -                                                                       | 77’                                                                     |
| 16-11-2021                                                              | Kingston                                                                | Giamaica                                                                | 1 – 1                                                                   | Stati Uniti                                                             | Qual. Mondiali 2022                                                     | -                                                                       | 40’                                                                     |
| 20-1-2022                                                               | Lima                                                                    | Perù                                                                    | 3 – 0                                                                   | Giamaica                                                                | Amichevole                                                              | -                                                                       | 79’                                                                     |
| 27-1-2022                                                               | Kingston                                                                | Giamaica                                                                | 1 – 2                                                                   | Messico                                                                 | Qual. Mondiali 2022                                                     | -                                                                       | 80’                                                                     |
| 30-1-2022                                                               | Panama                                                                  | Panama                                                                  | 3 – 2                                                                   | Giamaica                                                                | Qual. Mondiali 2022                                                     | -                                                                       |                                                                         |
| 2-2-2022                                                                | Kingston                                                                | Giamaica                                                                | 0 – 1                                                                   | Costa Rica                                                              | Qual. Mondiali 2022                                                     | -                                                                       |                                                                         |
| 24-3-2022                                                               | Kingston                                                                | Giamaica                                                                | 1 – 1                                                                   | El Salvador                                                             | Qual. Mondiali 2022                                                     | -                                                                       |                                                                         |
| 27-3-2022                                                               | Toronto                                                                 | Canada                                                                  | 4 – 0                                                                   | Giamaica                                                                | Qual. Mondiali 2022                                                     | -                                                                       | 43’ 46’                                                                 |
| 4-6-2022                                                                | Paramaribo                                                              | Suriname                                                                | 1 – 1                                                                   | Giamaica                                                                | CONCACAF Nations League 2022-2023 - 1º turno                            | -                                                                       | 45+2’                                                                   |
| 7-6-2022                                                                | Kingston                                                                | Giamaica                                                                | 3 – 1                                                                   | Suriname                                                                | CONCACAF Nations League 2022-2023 - 1º turno                            | -                                                                       |                                                                         |
| 14-6-2022                                                               | Kingston                                                                | Giamaica                                                                | 1 – 1                                                                   | Messico                                                                 | CONCACAF Nations League 2022-2023 - 1º turno                            | -                                                                       |                                                                         |
| 27-9-2022                                                               | Harrison                                                                | Giamaica                                                                | 0 – 3                                                                   | Argentina                                                               | Amichevole                                                              | -                                                                       | 79’                                                                     |
| 9-11-2022                                                               | Yaoundé                                                                 | Camerun                                                                 | 1 – 1                                                                   | Giamaica                                                                | Amichevole                                                              | -                                                                       | 72’                                                                     |
| 26-3-2023                                                               | Città del Messico                                                       | Messico                                                                 | 2 – 2                                                                   | Giamaica                                                                | CONCACAF Nations League 2022-2023 - 1º turno                            | -                                                                       | 46’                                                                     |
| 15-6-2023                                                               | Ritzing                                                                 | Giamaica                                                                | 1 – 2                                                                   | Qatar                                                                   | Amichevole                                                              | -                                                                       | 66’                                                                     |
| 19-6-2023                                                               | Wiener Neustadt                                                         | Giamaica                                                                | 1 – 2                                                                   | Giordania                                                               | Amichevole                                                              | -                                                                       | 66’                                                                     |
| 28-6-2023                                                               | Saint Louis                                                             | Giamaica                                                                | 4 – 1                                                                   | Trinidad e Tobago                                                       | Gold Cup 2023 - 1º turno                                                | -                                                                       | 9’ 62’                                                                  |
| 9-7-2023                                                                | Cincinnati                                                              | Guatemala                                                               | 0 – 1                                                                   | Giamaica                                                                | Gold Cup 2023 - Quarti di finale                                        | -                                                                       | 64’                                                                     |
| 12-7-2023                                                               | Las Vegas                                                               | Giamaica                                                                | 0 – 3                                                                   | Messico                                                                 | Gold Cup 2023 - Semifinale                                              | -                                                                       | 51’                                                                     |
| 8-9-2023                                                                | Kingston                                                                | Giamaica                                                                | 1 – 0                                                                   | Honduras                                                                | CONCACAF Nations League 2023-2024 - 1º turno                            | -                                                                       |                                                                         |
| 12-9-2023                                                               | Kingston                                                                | Giamaica                                                                | 2 – 2                                                                   | Haiti                                                                   | CONCACAF Nations League 2023-2024 - 1º turno                            | -                                                                       |                                                                         |
| 11-11-2023                                                              | Harrison                                                                | Guatemala                                                               | 0 – 0                                                                   | Giamaica                                                                | Amichevole                                                              | -                                                                       | 67’                                                                     |
| 17-11-2023                                                              | Kingston                                                                | Giamaica                                                                | 1 – 2                                                                   | Canada                                                                  | CONCACAF Nations League 2023-2024 - Quarti di finale                    | -                                                                       | 81’                                                                     |
| Totale                                                                  |                                                                         | Presenze                                                                | 29                                                                      |                                                                         | Reti                                                                    | 0                                                                       |                                                                         |

## Palmarès

### Club

#### Competizioni nazionali
- Canadian Championship: 2

Vancouver Whitecaps: 2022, 2023